# Мабботт, Барри
Джеймс Барри Мабботт (англ. James Barrie Mabbott; род. 19 ноября 1960, Картертон, Веллингтон) — новозеландский гребец, выступавший за сборную Новой Зеландии по академической гребле в 1980-х годах. Бронзовый призёр летних Олимпийских игр в Лос-Анджелесе, чемпион мира, серебряный и бронзовый призёр Игр Содружества, победитель и призёр многих регат национального значения. Также известен как спортивный функционер.

## Биография
Барри Мабботт родился 19 ноября 1960 года в городе Картертон, Новая Зеландия.
Заниматься академической греблей начал во время учёбы в старшей школе Westlake Boys High School в Окленде, позже проходил подготовку в клубе North Shore Rowing Club.
Рассматривался в качестве кандидата на участие в летних Олимпийских играх 1980 года в Москве, где должен был выступать в программе распашных рулевых четвёрок, однако Новая Зеландия вместе с несколькими другими западными странами бойкотировала эти соревнования по политическим причинам.
В 1982 году Мабботт вошёл в основной состав новозеландской национальной сборной в качестве гребца-одиночника и выступил на мировом первенстве в Люцерне — сумел квалифицироваться здесь лишь в утешительный финал В и расположился в итоговом протоколе соревнований на 11 строке.
В 1983 году побывал на чемпионате мира в Дуйсбурге, откуда привёз награду золотого достоинства, выигранную в распашных рулевых восьмёрках.
Благодаря череде удачных выступлений удостоился права защищать честь страны на Олимпийских играх 1984 года в Лос-Анджелесе. В составе четырёхместного рулевого экипажа, куда также вошли гребцы Кевин Лотон, Дон Саймон, Росс Тонг и рулевой Бретт Холлистер, финишировал в главном финале третьим позади команд из Великобритании и США — тем самым завоевал бронзовую олимпийскую медаль.
После лос-анджелесской Олимпиады Мабботт ещё в течение некоторого времени оставался в составе гребной команды Новой Зеландии и продолжал принимать участие в крупнейших международных регатах. Так, в 1986 году он выступил на Играх Содружества в Эдинбурге, где стал серебряным призёром в распашных безрульных двойках и бронзовым призёром в восьмёрках. Также в этом сезоне стартовал на мировом первенстве в Ноттингеме, но здесь попасть в число призёров не смог — показал в восьмёрках седьмой результат.
Впоследствии работал в строительном бизнесе. Проявил себя как спортивный функционер, являлся комиссаром Федерации гребного спорта Новой Зеландии.